# Лоран Кабан
Лоран Кабан (фр. Laurent Jean-Marie Cabannes; 6 січня 1964, Реймс) — колишній французький регбіст, грав на позиції фланкера.
Кабан, як правило вважається одним з найкращих фланкерів Франції свого покоління. Він грав в Сексьйон Палуаз, Рейсінг 92, Вестерн Провінс в Південній Африці, і Харлекінс в Англії. Він виграв титул чемпіона Франції в 1990 році, разом з Рейсінг 92 і посів друге місце в 1987 році.
Кабан взяв участь в 49 матчах, в яких грав за збірну Франції. З 1987 по 1997, здобув 8 балів. Крім цього, Лоран 6 раз заграв в чемпіонаті п'яти націй: в 1991, 1992, 1993, 1994, 1995, 1996. Лоран зіграв чотири матчі в 1991 році під час фіналу Чемпіонату світу з регбі 1995, де Франція посіла третє місце.

## Спортивна кар'єра
- Сексьйон Палуаз
- Рейсінг 92
- Вестерн Провінс
- Харлекінс
- Річмонд

## Досягнення

### Чемпіонат світу з регбі
- Чемпіон: 1990 (Рейсінг 92)
- Фіналіст: 1987 (Рейсінг 92)

### Турнір п'яти націй
- Переможець: 1993